# Venera 3
Venera 3 (Венера 3 en russe, littéralement « Vénus 3 ») est une sonde spatiale soviétique du même type que Venera 2, lancée 4 jours après le départ de cette dernière. La mission, non annoncée au départ, est un succès balistique (trajectoire vers Vénus maitrisée) mais un échec scientifique. 

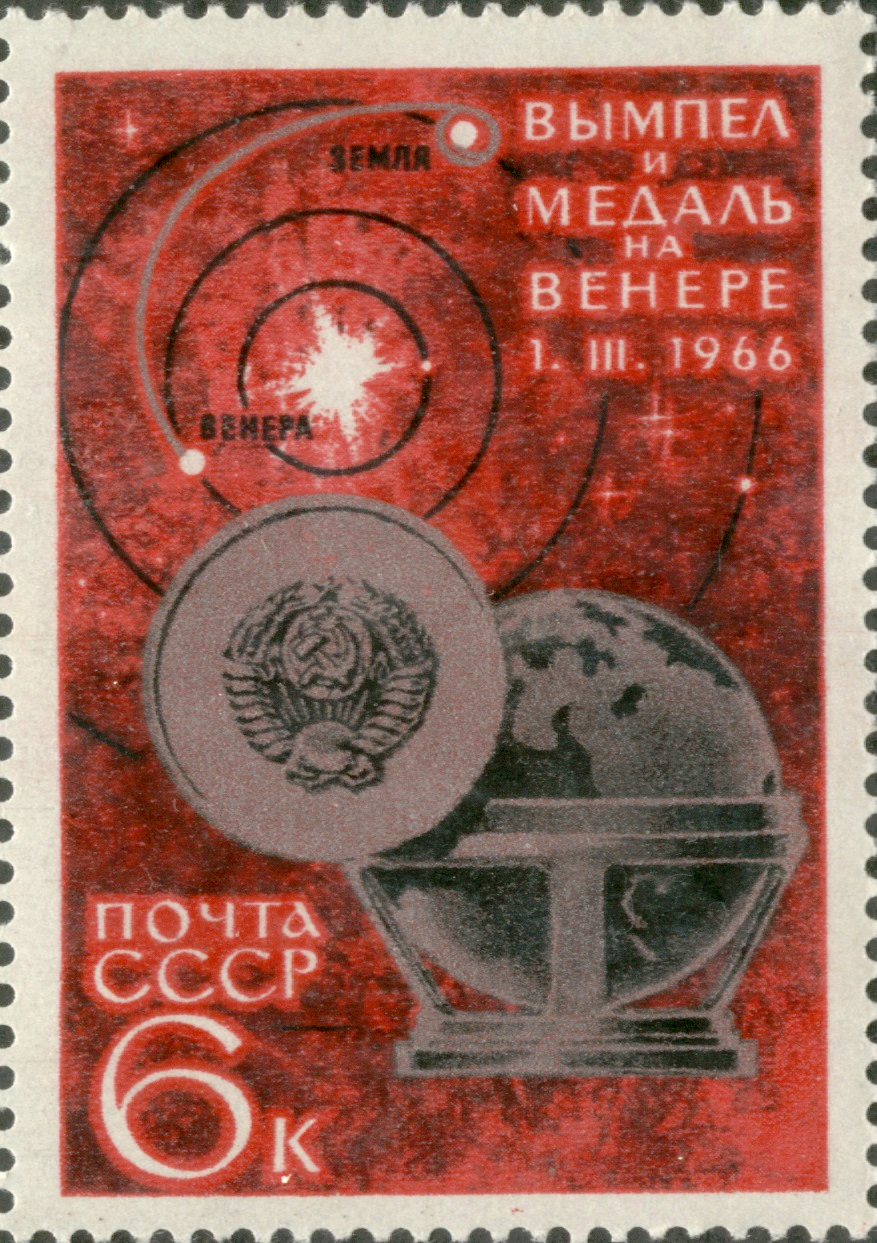
Timbre postal soviétique avec la sonde Venera 3.

Lancée le 16 novembre 1965 dans le cadre du programme Venera d'exploration de Vénus, elle   s'écrase sur la surface de la planète le 1er mars 1966 après 105 jours de voyage, devenant ainsi le premier engin à atteindre une autre planète. Toutefois, aucune information sur la planète Venus n'est transmise car le système de télécommunications de la sonde tombe en panne avant l'arrivée de l'atterrisseur sur le sol de Vénus,.
En réponse aux inquiétudes formulées par l'astronome Bernard Lovell sur le risque de contamination organique de Venus par la sonde Venera 3, l'agence Tass annonce le 5 mars 1966 que la sonde a été stérilisée au départ. Elle précise aussi que la sonde doit larguer un compartiment sphérique de 90 cm de diamètre, couvert d'un enduit le protégeant de la friction atmosphérique et de parachutes. Ce compartiment contient une sphère creuse de 70 mm porteuse des armoiries de l'URSS.